# ActiZ
ActiZ is de branchevereniging van Nederlandse zorgorganisaties. De leden van ActiZ zijn actief in de ouderenzorg, thuiszorg, revalidatie- & herstelzorg en jeugdgezondheidszorg. Bij ActiZ zijn ongeveer 400 zorgorganisaties aangesloten. Het kantoor van ActiZ is gevestigd in Utrecht, in het voormalige pand van de Nederlandse Zorgfederatie.

## Historie
ActiZ is in 2006 ontstaan uit een fusie tussen brancheverenigingen Z-org (kraam- en thuiszorg en jeugdgezondheidszorg) en Arcares (verpleeg- en verzorgingshuizen). De naam ActiZ is een creatieve samensmelting van de namen van de voorgangers. 

## Branche
De leden van ActiZ zijn actief in de zorgsector VVT (Verpleging, Verzorging en Thuiszorg). De circa 400 aangesloten zorgorganisaties bieden met bijna 500 duizend medewerkers twee miljoen kwetsbare ouderen en chronisch zieken verplegen en verzorgen. Thuis, in het verpleeghuis en in verblijfsvoorzieningen tussen ziekenhuis en thuis in. Zo’n twintig ActiZ-leden bieden ook jeugdgezondheidszorg. 

## Rol
ActiZ is een werkgeversvereniging en sluit samen met andere werkgeversorganisaties en vakbonden de CAO af voor de zorgsector VVT. De andere werkgeversvereniging in de VVT is Zorgthuisnl. Vakbonden in de sector zijn FNV Zorg & Welzijn, CNV Zorg & Welzijn, NU'91 en FBZ.  

## Organisatie
Als ledenvereniging kent ActiZ een bestuur dat bestaat uit vertegenwoordigers van leden. Doorgaans zijn dit bestuurders van aangesloten zorgorganisaties die zijn verkozen door de Algemene Ledenvergadering. De voorzitter van het bestuur komt niet vanuit een van de lidorganisaties, maar is wel door de leden gekozen. Voorzitters van ActiZ waren:
- Han Noten (2006-2011)
- Guus van Montfort (2011-2017)
- Henk Kamp (2017-2021)

Vanaf 1 januari 2022 is Anneke Westerlaken de voorzitter van ActiZ.
De vereniging kent drie kerngroepen (Wonen & Zorg, Zorg Thuis en Revalidatie & Herstel) en twee themacommissies (Arbeid en Digitaal Denken en Doen). De kerngroepen en themacommissies worden gevormd door zo'n 12 vertegenwoordigers van ActiZ-leden. Zij hebben het mandaat van de andere leden gekregen om standpunten te bepalen. De kerngroepen en themacommissies richten zich op belangenbehartiging, advisering en ontwikkeling van de sector.